# Czarnogóra na Letnich Igrzyskach Paraolimpijskich 2008
Czarnogóra na Letnich Igrzyskach Paraolimpijskich reprezentował 1 zawodnik.

## Kadra

### Pływanie
- Dušan Dragović